# Veronica Rossi
Veronica Rossi (Pisa, 6 ottobre 1978) è una schermitrice italiana, specializzata nella spada.
Inizia a fare scherma nel 1984, seguendo le orme del fratello maggiore, presso la Scuola di Scherma della sua città, Pisa, fino l'ingresso nella squadra delle Fiamme Oro-Roma. Dalle prime gare dimostra uno spirito combattivo che la porta a vincere diversi titoli di campione d'Italia nelle varie categorie giovanili. Nel 1995 entra nelle file delle Nazionali giovanili Under 17 (cadetti) e Under 20 (giovani), disputando molteplici gare internazionali. Nel 1998 vince il Campionato del Mondo giovani a Valencia (Venezuela). Nel 2001 fa l'esordio nella rappresentativa della Nazionale maggiore ai Campionati del Mondo di Nimes, Francia. Partecipa ad altri 2 campionati del mondo (2002 e 2003), 3 campionati Europei e 2 Universiadi. Nel 2005 è vincitrice di una medaglia di bronzo ai Giochi del Mediterraneo. Completano il suo palmarès un argento alle olimpiadi militari e un argento a squadre ai mondiali militari, oltre a ben 17 titoli nazionali, fra giovanili e assoluti, individuali e a squadre. La sua arma è la spada.

## Palmarès
In carriera ha conseguito i seguenti risultati:

### Giochi del Mediterraneo
Individuale
- Bronzo nella spada ad Almería 2005

### Campionati italiani assoluti
Individuale
A squadre
- Oro nel fioretto 1999
- Oro nella spada  1999
- Oro nel fioretto 2000
- Oro nella spada  2000
- Oro nel fioretto 2002
- Oro nella spada  2002
- Oro nella spada  2003
- Oro nella spada  2006
- Oro nella spada  2007

## Altri risultati
Mondiali giovanili
Individuale
- Oro nella spada a Valencia 1998

A squadre